# Genki Nagasato
Genki Nagasato (født 16. december 1985) er en tidligere japansk fodboldspiller.
Han har spillet for flere forskellige klubber i sin karriere, herunder Shonan Bellmare.